# Giovanna Chaves
Giovanna Júlly Lopes Chaves (São Paulo, 4 de diciembre de 2001) es una actriz, cantante, compositora, actriz de doblaje, escritora y modelo brasileña. Quedó conocida por interpretar Priscila, en la versión de la novela infantil juvenil Cómplices de un Rescate en 2015. Antes de actuar, fue plantilla por todo lo Brasil donde realizó incontables campañas publicitarias, estampou materias en revistas y fue chica propaganda de diversas marcas conocidas.

## Biografía y carrera
Giovana Llaves nació en 4 de diciembre de 2001, en el municipio de São Paulo, en São Paulo. Giovanna tiene una hermana llamada Bruna, que también es modelo. Inició la carrera a los 9 meses, cuando participó de la grabación de un DVD del apresentador Gugu y desde entonces, las invitaciones comenzaron a surgir. Hizo trabajos publicitarios, desfiles, catálogos y participó de algunos programas de televisión, entre ellos: Ídolos Kids y Programa del Gugu. Tras haber participado del programa Ídolos Kids, lanzó su primer CD llamado Giovanna Llaves en 2012. La trilha sonora de más éxito fue a "Imaginar" que formó parte de la trilha sonora de la telenovela Chiquititas, del Sistema Brasileño de Televisión (SBT). Posteriormente, ganó destaque al interpretar la antagonista Priscila en el remake de la telenovela infantil Cómplices de un Rescate, del SBT, exhibida entre 2015 y 2016. Juntamente con el éxito de Cómplices de un Rescate, Giovanna lanzó su segundo CD llamado Viene Conmigo en 2016.

## Filmografía

### Trabajos en la televisión
| Año     | Título                  | Personaje                               |
| ------- | ----------------------- | --------------------------------------- |
| 2012    | Ídolos Kids             | Participante                            |
| 2015-16 | Cómplices de un Rescate | Priscila Meneses Saldanha - Antagonista |
| 2018    | Samantha!               | Verônica - Invitada especial            |

## Discografía
| Álbumes de estudio | Álbumes de estudio | Álbumes de estudio                                  | Álbumes de estudio |
| Año                | Álbum              | Detalles del Álbum                                  | Canciones |
| ------------------ | ------------------ | --------------------------------------------------- | --- |
| 2014               | Giovanna Llaves    | - Lanzamiento: 2014 - Formato (s): descarga digital | 1. "Imaginar" 2. "Canción del Niño" 3. "Estoy Enamorado" 4. "Blá Blá Blá" 5. "Vilda" 6. "Jamaica" 7. "Yo soy feliz así" 8. "Pertinho de mí" 9. "Tijolinho" 10. "Usted es música" 11. "Un tchau y un mirar" 12. "Ese mi corazón" |

| Álbumes de estudio | Álbumes de estudio | Álbumes de estudio                                                                          | Álbumes de estudio |
| Año                | Álbum              | Detalles del Álbum                                                                          | Canciones |
| ------------------ | ------------------ | ------------------------------------------------------------------------------------------- | --- |
| 2016               | Viene Conmigo      | - Discográfica: JL Music - Lanzamiento: 15 de abril de 2016 - Formato (s): descarga digital | 1. "Viene Conmigo" 2. "Creo que ES Amor" 3. "Cuento de Fadas" 4. "Nuestra Sintonía" 5. "Príncipe Encantado" 6. "Pensando Bien" |